# 文良港技职业学院
文良港技职业学院，成立于1972年，位于马来西亚吉隆坡文良港。该校于1976年8月16日由时任副首相兼教育部长马哈迪·莫哈末主持开幕。
这所学院原名Sekolah Menengah Vokasional Kuala Lumpur（SMVKL）。1997年正式更名为文良港技术高中（SMTSKL）。2012年，转型为文良港职业学院，开设的课程包括电气技术、电子技术、建筑技术、工业机械、焊接技术、汽车技术、制冷空调技术和会计等。
从1972年到1993年，这所学校被评为B级。自1993年3月1日起，便升级为A级学校。